# Stazione di Savignano sul Rubicone
Stazione di Savignano sul Rubicone vasútállomás Olaszországban, Savignano sul Rubicone településen.

## Vasútvonalak
Az állomást az alábbi vasútvonalak érintik:
- Bologna–Ancona-vasútvonal

## Kapcsolódó állomások
A vasútállomáshoz az alábbi állomások vannak a legközelebb:
- Stazione di Santarcangelo di Romagna (Stazione di Ancona)
- Stazione di Gambettola (Stazione di Bologna Centrale)